# (261936) Liulin
(261936) Liulin est un astéroïde de la ceinture principale.

## Description
(261936) Liulin est un astéroïde de la ceinture principale. Il fut découvert le 19 juillet 2006 à l'observatoire de Lulin (Taïwan) par Ye Quan-Zhi et Chi-Sheng Lin. Il présente une orbite caractérisée par un demi-grand axe de 2,55 UA, une excentricité de 0,09 et une inclinaison de 2,7° par rapport à l'écliptique.

## Compléments